# Сухи дол
Сухи дол е село в Западните покрайнини, община Сурдулица, Пчински окръг, Сърбия. Според преброяването от 2011 г. населението му е 56 жители.

## История
Името на селото се е запазило непроменено в продължение на столетия. В стари турски документи то фигурира с това име още от XVI век. (Суходол в 1576 г.) Със същото име е отбелязано и в руска военна карта от 1878 г. (Сухи Долъ)

## Демография
- 1948 – 445
- 1953 – 426
- 1961 – 331
- 1971 – 281
- 1981 – 174
- 1991 – 96
- 2002 – 69
- 2011 – 56

## Етнически състав
(2002)
- 38 (55,07%) – българи
- 29 (42,02%) – югославяни
- 2 (2,89%) – сърби